# Bengt Palmberg
Bengt Stig Lennart Palmberg, född 18 februari 1919 i Stockholm, död 18 juli 2003 i Jönköping, var en svensk arkitekt.
Palmberg, som var son till förvaltare Oscar Palmberg och Olga Andersson, avlade studentexamen i Göteborg 1939 och utexaminerades från Chalmers tekniska högskola 1945. Han var anställd av byggnadsnämnden i Solna stad och på olika arkitektkontor 1945–1946, på länsarkitektkontoret i Kalmar 1946–1951 och var stadsarkitekt i Jönköpings stad från 1954 (biträdande 1951).